# スウィート (メーカー)
SWEET（スウィート）は、静岡県に本拠地をおくプラモデル製造メーカーである。正式名称はSWEET Aviation model div.。1/144スケールで第二次世界大戦中の戦闘機を主に製作している。1/144のサイズで繊細に再現されたモールドやスジ彫りが特長で、キットにはイタリア・カルトグラフ社のデカールがセットされている。

## 主な製品
2010年7月時点での商品ラインナップは、マッキ MC.200、ホーカー ハリケーン、GM FM-2 ワイルドキャット（ゼネラルモータースが製造したF4Fワイルドキャット）、零戦21/22/32/52型、Bf109F-4、P-51Bなどで、デカールとボックスアートを変更したバリエーションキットと、FM-2 ワイルドキャット、零戦21型では空母の飛行甲板がついた製品も存在する。また、日本海軍航空母艦（瑞鶴・翔鶴型）の飛行甲板セットやアメリカ軍 PSPマット（滑走路施設用穴あき銅板）、企画に協力したF-TOYS製食玩シーキングの成形品とカルトグラフ製デカールのセットなども販売している。
製品は原則として同一の成形品を2機分セットした形で販売されている。これは経費を削減し一機当りの単価を低減するための工夫であり、スウィート以前にはスカイウエーブシリーズの一部など僅かな例しかなかった形式であるが、モデラーに容認され、後にPLATZやモノクロームが1/144のキットを出す際にも踏襲されている。
最初の製品であるマッキ MC.200は、コストを低減するためにキャノピーも機体と同じ金型を用い機体と同色で成形されていたが、キャノピーの透明化を望む声が多かったため、現在発売されているキットは機体全体をグレーで成形した部品と透明で成形した部品が1機分ずつセットされている。2作目のハリケーンでは、1機分のランナーの中にキャノピーのパーツを2つ用意し、グレーの成形品と透明の成形品を1機分ずつセットすることにより2機ともキャノピーを透明部品とすることができるようになった。3作目のワイルドキャット以降は、通常のキットと同様キャノピーは別金型の透明部品となった。
スケールアヴィエーション誌2008年9月号には付録としてスウィート製の零戦22型が付けられた。成形品自体は零戦22型/22型甲として一般販売されているものと同一であるが、デカールは異なるものがセットされていた。

## ボックスアート
ボックスアートとはパッケージデザインの一つで商品の入った箱の表装に描かれたイラストなどの絵を指し、日本語では箱絵と呼ばれるものである。
SWEETの製品のうち、絵画的なイラストのボックスアートはタミヤでホワイトパッケージを描いたのち独立したイラストレータの大西将美（1945年2月15日 - ）が描き、コミカルなタッチのボックスアートは同じくタミヤのデザイン課に勤務し、その後独立した藤田幸久（1961年 - ）が担当している。藤田版ボックスアートの製品の中には、ボックスアートの一部のみが異なる2つのバージョンが存在するものがある。

## 所在地
- 静岡県藤枝市岡部町内谷1633-12